# Chris Totten
Chris Totten (* 5. Dezember 1998 in Wishaw) ist ein schottischer Snookerspieler, der von 2017 bis 2019 Profispieler war und 2024 auf die World Snooker Tour zurückkehrte.

## Karriere
Chris Totten wurde wie der vierfache Weltmeister John Higgins in Wishaw geboren und wuchs im benachbarten Newmains auf. Mit 10 Jahren begann er mit dem Snookerspielen und bereits mit 12 gehörte er zu den besten Jugendspielern seines Landes. In seinem ersten Jahr als U14-Spieler stand er bei fünf von sechs Turnieren im Finale und gewann drei davon. Wenige Tage nach seinem 14. Geburtstag trat er erstmals bei den Scottish Open, einem für Amateure offenen Turnier der Snooker Main Tour an. In der Saison darauf nahm er an zwei weiteren PTC-Turnieren auf dem Kontinent teil und feierte seinen ersten Sieg in der Amateurrunde. Ab 2015 schrieb er sich auch bei internationalen Juniorenmeisterschaften ein und erreichte bei der U21-EM immerhin das Achtelfinale. Im Jahr darauf verlor er bei der U18-EM ebenfalls im Achtelfinale gegen den späteren Finalisten Jackson Page. In den anderen Turnieren, darunter auch die Europameisterschaft der Senioren, stand er jeweils unter den letzten 32. Im Mai 2016 wurde er als jüngster Spieler nach Stephen Hendry schottischer Amateurmeister.
2016 versuchte Totten, über die Q School in die Profitour zu kommen, er traf aber in beiden Turnieren sehr früh auf die Ex-Profis Lü Haotian und Alexander Ursenbacher und schied jeweils aus. In der folgenden Saison qualifizierte er sich für eine der beiden Wildcards für die Scottish Open, wo er gegen Dominic Dale mit 2:4 verlor. Bei den Home Internationals, der Mannschaftsmeisterschaft der britischen Inseln, gehörte er zum vierköpfigen Team, das nach 13 Jahren den Titel wieder nach Schottland holte. Bei der U18-WM kam er bis ins Halbfinale. Im Frühjahr 2017 erreichte er als 18-Jähriger bei der Europameisterschaft unter anderem mit Siegen über Kacper Filipiak und Jamie Rhys Clarke das Finale und holte mit einem 7:3-Erfolg gegen Andres Petrov den Titel. Damit qualifizierte er sich auch für die folgenden beiden Spielzeiten der Main Tour. Außerdem bekam er einen Startplatz bei der Profiweltmeisterschaft, wo er gegen Ben Woollaston antrat und 4:10 verlor.
Dem jungen Schotten gelang es aber nicht, in den folgenden zwei Jahren auf der Profitour Fuß zu fassen. Nur bei etwa jedem fünften Turnier überstand er die Qualifikationsspiele und konnte Punkte für die Snookerweltrangliste sammeln. Über die Runde der letzten 32 – meist die zweite Runde der Hauptrunde – kam er nie heraus, auch diese erreichte er nur bei den Scottish Open 2017 und den Northern Ireland Open 2018. Infolgedessen wurde er auf der Weltrangliste auch stets in den hinteren Rängen geführt. Zur Halbzeit noch auf Platz 84 geführt, beendete er die zwei Jahre auf Platz 100. Da dieser bei weitem nicht für eine Qualifikation für die nächste Saison langte, verlor er auch seinen Profistatus. Zwar versuchte er direkt anschließend sein Glück bei der Q School 2019, doch auch dieses Unterfangen scheiterte. In den folgenden, von der COVID-19-Pandemie geprägten Jahren nahm er nur sporadisch an den bedeutenden Amateurturnieren teil. Hatte er international abgesehen von einer Achtelfinalteilnahme bei den WSF Open 2020 kaum Erfolg, so gelang ihm auf schottischer Ebene Ende 2021 der Gewinn seines zweiten Meistertitels.
Auch in den darauffolgenden Jahren versuchte Totten ohne größeren Erfolg, sich über die Q School wieder für die Profitour zu qualifizieren. Sein bestes Ergebnis war im zweiten Turnier 2022 das Erreichen des Gruppenhalbfinals, welches er mit 2:4 gegen Zhao Jianbo verlor. In der Saison 2023/24 nahm er an der Q Tour teil, die er auf Platz 16 abschloss, wodurch er sich für die Play-offs qualifizierte. Hierbei bekamen die drei Sieger die zweijährige Starterlaubnis für die World Snooker Tour, Totten verlor allerdings bereits sein erstes Spiel gegen Julian Bojko. Nur wenige Monate später nahm er erneut an der Q School teil, wo er gleich beim ersten Turnier nach Siegen über Luke Simmonds und Farakh Ajaib das Finale erreichte, in welchem er knapp mit 3:4 Allan Taylor unterlag. Dieses Ergebnis bestätigte er beim zweiten Event, wo er unter anderem Sean Maddocks und Dylan Emery besiegte, bevor er das Finale gegen Lewis Ullah mit 4:2 für sich entscheiden konnte. Dadurch qualifizierte er sich für die Spielzeiten 2024/25 und 2025/26 der Profitour.

## Erfolge
| Ausgang                | Jahr   | Turnier                           | Finalgegner        | Ergebnis |
| ---------------------- | ------ | --------------------------------- | ------------------ | -------- |
| Qualifikationsturniere |        |                                   |                    |          |
| Zweiter                | 2024/1 | Q School                          | Allan Taylor       | 3:4      |
| Sieger                 | 2024/2 | Q School                          | Lewis Ullah        | 4:2      |
| Amateurturniere        |        |                                   |                    |          |
| Sieger                 | 2016   | Schottische Snooker-Meisterschaft | Craig MacGillivray | 7:4      |
| Sieger                 | 2017   | EBSA-Snookereuropameisterschaft   | Andres Petrov      | 7:3      |
| Sieger                 | 2021   | Schottische Snooker-Meisterschaft | Michael Collumb    | 7:6      |
| Zweiter                | 2023   | Schottische Snooker-Meisterschaft | Michael Collumb    | 3:7      |
| Sieger                 | 2024   | Schottische Snooker-Meisterschaft | Ross Vallance      | 7:5      |